# GSC4916-13
GSC4916-13 — хімічно пекулярна зоря спектрального класу ?, що має видиму зоряну величину в смузі V приблизно  9,8.

## Пекулярний хімічний склад
Зоряна атмосфера даної зорі має підвищений вміст  Sr.